# Нађмарош
Нађмарош (мађ. Nagymaros, слч. Veľká Maruša) је насеље у централној Мађарској. Нађмарош је веће насеље у оквиру пештанске жупаније.

## Етимологија
Име потиче од „Maroš”, словенског облика мушког имена Маријан. Нађимарош—„Велики Марос“ (мађарски).

## Географија

### Локација
Нађмарош се налази западно од Ваца, 52 километра северозападно од Будимпеште, на левој обали Дунава, уз магистрални пут 12, наспрам Вишеграда, удаљеност од потоњег насеља ваздушном линијом је нешто мања од једног километра. Кроз његов центар пролази магистрални пут 12, а пут 12 128 је важан унутрашњи пут насеља. Са Кошпалагом је повезан путем 12 106, а друмски приступ пристаништу за чамце са главног пута је обезбеђен путем 12 307, који је дугачак нешто више од сто метара.
Кроз насеље пролази и железничка линија Будимпешта-Соб, паралелно са Дунавом и путем број 12, и овде има три стајалишта, стајалиште Нађмарош-Вишеград у центру, железничку станицу Нађмарош на југозападном крају унутрашњег подручја према Жебегењу, и још западније стајалиште прелаза Демеш, где се возови ретко заустављају.

## Историја
Историја Вишеграда, средњовековног краљевског седишта на десној обали Дунава, уско је повезана са историјом Нађмароша. Марош, подигнут на уском рту наспрам Вишеграда, био је омиљена резиденција владара у време Луја Великог, Жигмунда и Матије. Марошка равница наспрам Вишеграда била је посебно погодна за одржавање витешких игара, које су цветале углавном за време Матије, али краљевски изасланици бечког двора на путу за турску Порту, Цариград 1572. помињу и Марошке витешке игре, када су стигли бродом и пристали у Марошу на неколико сати. У дневнику Давида Унгнада, који је десет година касније штампао Омичијус, може се прочитати следеће: „Стигли смо две миље од Естергома, у трговачки град на левој обали који се зове Марош. Дворски људи су се много забављали витешким играма у поменутом трговишту Марошу“. У то време, Марош је био привремена резиденција господара, где су они себи градили дворе.
Локалитет је привлачио и трговце, који су своју царину плаћали тридесетином, Вишеграду са својом робом која је стигла на бродовима и могли да је продају у Марошу.
Између 1920. и 1923. било је седиште преосталог дела жупаније Хонт у Мађарској.
Између 1946-1948, већина немачког становништва је исељена, а мађарске породице из брдских крајева доселиле су се у склопу чехословачко-мађарске размене становништва. Влада је 13. маја 1989. обуставила изградњу Дунавске хидроелектране планиране поред насеља.
Статус града Нађмарош је добио 1996. године.

## Становништво
Током пописа из 2011. године, 88% становника се изјаснило као Мађари, 6,8% као Немци, а 1,1% као Роми (11,8% се није изјаснило). 
Верска дистрибуција је била следећа: римокатолици 57,6%, реформисани 5,6%, лутерани 0,7%, гркокатолици 0,3%, неденоминациони 12,1% (22,8% се није изјаснило).